# Old Agency (Montana)
Old Agency es un lugar designado por el censo ubicado en el condado de Sanders en el estado estadounidense de Montana. En el Censo de 2010 tenía una población de 107 habitantes y una densidad poblacional de 61,57 personas por km².

## Geografía
Old Agency se encuentra ubicado en las coordenadas 47°19′30″N 114°17′51″O / 47.32500, -114.29750. Según la Oficina del Censo de los Estados Unidos, Old Agency tiene una superficie total de 1.74 km², de la cual 1.5 km² corresponden a tierra firme y (13.71%) 0.24 km² es agua.

## Demografía
Según el censo de 2010, había 107 personas residiendo en Old Agency. La densidad de población era de 61,57 hab./km². De los 107 habitantes, Old Agency estaba compuesto por el 20.56% blancos, el 0% eran afroamericanos, el 75.7% eran amerindios, el 0% eran asiáticos, el 0% eran isleños del Pacífico, el 0% eran de otras razas y el 3.74% pertenecían a dos o más razas. Del total de la población el 4.67% eran hispanos o latinos de cualquier raza.